# Opoku Ampomah
Nana Opoku Ampomah (ur. 2 stycznia 1996 w Temie) – ghański piłkarz grający na pozycji lewoskrzydłowego. Od 2019 jest zawodnikiem klubu Fortuna Düsseldorf.

## Kariera klubowa
Swoją karierę piłkarską Ampomah rozpoczynał w juniorach takich klubów jak: Prisco Minis (2006-2013), Santos Academy (2013-2015) i Bravo Bravo (2015). W 2015 roku wyjechał do Belgii i został zawodnikiem KV Mechelen, jednak nie rozegrał w nim żadnego meczu. W 2016 roku przeszedł do Waasland-Beveren. W jego barwach zadebiutował 25 kwietnia 2017 w wygranym 2:0 wyjazdowym meczu ze Standardem Liège. Grał w nim do końca sezonu 2018/2019.
11 lipca 2019 roku Ampomah został zawodnikiem Fortuny Düsseldorf, do której przeszedł za 2,8 miliona euro. W Fortunie swój debiut zaliczył 29 września 2019 w przegranym 1:2 domowym meczu z Freiburgiem. Na koniec sezonu 2019/2020 spadł z Fortuną z Bundesligi do 2. Bundesligi.
W październiku 2020 Ampomah trafił na wypożyczenie do Royalu Antwerp FC. W klubie z Antwerpii zadebiutował 20 października 2019 w wygranym 3:1 wyjazdowym meczu z SV Zulte Waregem. Latem 2022 wrócił do Fortuny.
| Sezon   | Klub               | Kraj   | Rozgrywki       | Mecze | Gole |
| ------- | ------------------ | ------ | --------------- | ----- | ---- |
| 2015/16 | KV Mechelen        | Belgia | Eerste klasse A | 0     | 0    |
| 2016/17 | Waasland-Beveren   | Belgia | Eerste klasse A | 18    | 2    |
| 2017/18 | Waasland-Beveren   | Belgia | Eerste klasse A | 36    | 8    |
| 2018/19 | Waasland-Beveren   | Belgia | Eerste klasse A | 30    | 8    |
| 2019/20 | Fortuna Düsseldorf | Niemcy | Bundesliga      | 12    | 0    |
| 2020/21 | Fortuna Düsseldorf | Niemcy | 2. Bundesliga   | 1     | 0    |
| 2020/21 | Royal Antwerp FC   | Belgia | Eerste klasse A | 15    | 1    |
| 2021/22 | Royal Antwerp FC   | Belgia | Eerste klasse A | 0     | 0    |
| 2022/23 | Fortuna Düsseldorf | Niemcy | 2. Bundesliga   | 8     | 3    |

## Kariera reprezentacyjna
W reprezentacji Ghany Ampomah zadebiutował 12 listopada 2017 roku w zremisowanym 1:1 meczu eliminacji do MŚ 2018 z Egiptem, rozegranym w Kumasi.